# Busto de Zenobia Camprubí
El Busto de Zenobia Camprubí es una escultura en piedra realizada en 1932 por la escultora, ilustradora y poeta española Margarita Gil Roësset.

## Historia
En 1932, Gil Roësset conoció personalmente a Zenobia Camprubí y al poeta Juan Ramón Jiménez, su marido. Admiradora de la obra de la escritora, traductora y lingüista española desde niña, les propuso esculpir un busto de cada uno de los miembros de la pareja, empezando por el de Zenobia Camprubí. Por este motivo, comenzó a visitar asiduamente la casa del matrimonio en Madrid mientras realizaba su obra.
La repentina y dramática muerte de la escultora en agosto de 1932, impidió que realizara el busto de Juan Ramón Jiménez. Y, aunque Gil Roësset destrozó parte de su obra antes de suicidarse, dejó intacto el busto de Zenobia Camprubí.
La escultura se encuentra en una colección particular en Madrid.